# Panzer-Division Feldherrnhalle 1
Die Panzer-Division Feldherrnhalle 1 war ein Großverband des Heeres der Wehrmacht.

## Divisionsgeschichte
Einsatzgebiete:
- Ungarn: November 1944 bis Februar 1945
- Österreich: Februar bis Mai 1945

Die Panzer-Division (PD) Feldherrnhalle 1 war die Nachfolgeeinheit der Panzergrenadier-Division Feldherrnhalle und wurde am 20. April 1945 umbenannt.
Sie bestand aus Überlebenden der PGD Feldherrnhalle, die im Juli 1944 während der Operation Bagration bei Minsk vernichtet wurde. Ihren Fronteinsatz als Panzer-Division hatte sie im Januar 1945. Während der Schlacht um Budapest wurde sie im Januar 1945 fast völlig vernichtet, so dass sie im Februar 1945 neu aufgestellt werden musste.
Im Mai 1945 kapitulierte sie bei Deutsch-Brod vor der Roten Armee.

## Insignien
Die Bezeichnung Feldherrnhalle sollte die Verbundenheit mit der SA-Standarte Feldherrnhalle ausdrücken. Die Runen Feldherrnhalle wurden von Offizieren der Division an der Schulter getragen. In der PD Feldherrnhalle 1 dienten viele ehemalige Angehörige der SA.

## Personen
| Dienstzeit                        | Dienstgrad   | Name         |
| --------------------------------- | ------------ | ------------ |
| 27. November 1944 bis 8. Mai 1945 | Generalmajor | Günther Pape |

## Gliederung
- Panzergrenadier-Regiment Feldherrnhalle
- Füsilier-Regiment Feldherrnhalle
- Artillerie-Regiment (mot) Feldherrnhalle
- Panzer-Abteilung Feldherrnhalle
- Panzeraufklärung-Abteilung Feldherrnhalle
- Divisionsunterstützungstruppen Feldherrnhalle